# Linus Pauling Intézet
A Linus Pauling Intézet (angolul: Linus Pauling Institute) egészségtudományi kutatóintézet az Amerikai Egyesült Államok Oregon államának Corvallis városában, az Oregoni Állami Egyetem campusán. Célja, hogy meghatározza a mikrotápanyagok és fitokemikáliák egészségmegőrzésben, illetve az oxidatív stressz és a gyulladás betegségeknél betöltött szerepét. Számos étrenddel és vitaminokkal kapcsolatos vizsgálatot folytat.

## Története
Az Ortomolekuláris Gyógyászati Intézetet Linus Pauling vegyész alapította 1973-ban a kaliforniai Menlo Parkban. Egy évvel később felvette a Linus Pauling Tudományos és Gyógyászati Intézet nevet. Pauling halála után az Oregoni Állami Egyetem campusára költöztették és felvette mai elnevezését; korábbi munkatársai megalapították a Genetikai Információs Kutatóintézetet.
A 2011 októberében átadott Linus Pauling Tudományos Központ az egyetem legnagyobb létesítménye. Tevékenységét a köz- és magánszféra is finanszírozza. 2020 júliusa óta igazgatója Emily Ho táplálkozási szakértő.

## Fordítás
- Ez a szócikk részben vagy egészben  a   Linus Pauling Institute című angol Wikipédia-szócikk ezen változatának fordításán alapul.  Az eredeti cikk szerkesztőit annak laptörténete sorolja fel. Ez a jelzés csupán a megfogalmazás eredetét és a szerzői jogokat jelzi, nem szolgál a cikkben szereplő információk forrásmegjelöléseként.